# Fiume vasútállomás
Fiume vasútállomás egy horvátországi vasútállomás Fiumében, melyet a HŽ üzemeltet.

## Vasútvonalak
Az állomást az alábbi vasútvonalak érintik:
- M203 railway
- Zágráb–Fiume-vasútvonal

## Kapcsolódó állomások
A vasútállomáshoz az alábbi állomások vannak a legközelebb:
- Sušak-Pećine vasútállomás
- Stazione di Abbazia-Mattuglie

## Járatok

### Éjszakai járatok
| Járat                           | Útvonal | Gyakoriság                                         |
| ------------------------------- | --- | -------------------------------------------------- |
| EN                              | München – Rosenheim – Salzburg – Villach – Pivka – Fiume | naponta                                            |
| Istria nemzetközi expresszvonat | (közvetlen kocsikkal Budapest-Déli felől) (Boba →) Zalaegerszeg – Zalalövő – Őriszentpéter – Hodoš (Őrihodos) – Murska Sobota (Muraszombat) – Ptuj – Maribor – Pragersko – Poljčane – Šentjur – Celje – Laško – Zidani Most – Hrastnik – Trbovlje – Zagorje – Litija – Ljubljana (közvetlen kocsikkal: Borovnica – Postojna – Pivka – Ilirska Bistrica – Šapjane – Jurdani – Opatija Matulji – Rijeka) – Borovnica – Logatec – Rakek – Postojna – Pivka – Divača – Hrpelje-Kozina – Koper | Nyáron napi 1 pár                                  |
|                                 | Praha hl.n. – Brno-Židenice – Brno hl.n. – Břeclav – Bratislava hl.st. – Győr – Budapest-Kelenföld – Zagreb Gl. kol. – Ogulin – Rijeka / Gračac – Split | Nyáron napi 1 pár, elő- és utószezonban heti 3 pár |

## Érdekességek
- Régóta él az a legenda, mely szerint a magyarországi Füzesabony vasútállomására azért került a ma látható, a jelenkori utasforgalom mértéke fényében látszólag indokolatlanul nagy méretű és impozáns kialakítású felvételi épülete, mert annak tervét a fiumei vasútállomáséval keverték össze.[1] A legendának azonban csak annyi alapja van, hogy az 1893-ban emelt észak-alföldi épület a fiumeihez hasonlóan ugyancsak a kor vasúti sztárépítésze, Pfaff Ferenc tervei szerint készült el, méghozzá – a hasonló időben épült más vasúti épületekkel ellentétben – nem típusterv, hanem egyedi terv alapján.